# Never Let Go (pel·lícula de 2024)
Never Let Go és una pel·lícula estatunidenca de thriller de terror de correspondència del 2024 dirigida per Alexandre Aja i escrita per KC Coughlin i Ryan Grassby. La pel·lícula és protagonitzada per Halle Berry. Ha estat subtitulada al català.
Never Let Go es va estrenar als Regal Times Square a la ciutat de Nova York el 16 de setembre de 2024, i va ser estrenada als Estats Units per Lionsgate el 20 de setembre de 2024.

## Argument
La mare i els seus dos fills petits, Nolan i Samuel, viuen en una cabana en un gran bosc. Segons la mare, una força sobrenatural coneguda com "El mal" s'ha estès pel món, deixant-los els únics supervivents.
La mare està assetjada per visions d'entitats sobrenaturals que els seus fills no poden veure però creuen que són reals. La família passa els dies buscant menjar i caçant. Per evitar que el Mal els toqui, que la mare diu que garanteix la possessió, la família ha de tenir cordes lligades quan surten de casa, connectant-los de nou a l'edifici. Els nois també han de cantar una pregària diària a la casa en agraïment perquè els protegeix del Mal.
Un dia mentre estan buscant menjar, Samuel i Nolan discuteixen fins que Nolan trepitja intencionadament la corda d'en Samuel, provocant que Samuel caigui, es desconnecti de la seva corda i es trenqui el turmell. Nolan es deslliga per intentar rescatar Samuel. Els nens són rescatats per la mare, que es troba amb el Mal en forma de la seva mare. Quan Samuel es recupera de la caiguda, Nolan, que ha començat a dubtar de les afirmacions de la seva mare, el pregunta sobre el que va veure, però Samuel descarta les seves sospites.
Un hivern brutal obliga a la família a gastar una gran quantitat d'aliments emmagatzemats, alhora que els impedeix créixer o caçar aliments nous. Mentrestant, les visions de la mare s'intensifiquen, incloent-hi el pare dels nois i el seu marit, a qui va matar, juntament amb la seva pròpia mare i el seu pare, així com la d'un Nolan mutilat. Sentant el descontentament dels seus fills, la mare els explica la seva antiga vida a la ciutat i els ensenya una vella càmera Polaroid amb una fotografia.
Ara sense menjar i obligada a menjar escorça d'arbre, la mare afirma que han de matar i menjar-se el gos de la família. Quan la mare porta el gos a l'hivernacle per matar-lo, Nolan li talla la corda i la tanca dins, esperant que veurà que el mal no és real. La mare, trobant-se amb el Mal en forma de mare, se suïcida davant Nolan. Samuel culpa a Nolan per haver causat la mort de la mare. A mesura que continuen morint-se de gana sols, el comportament d'en Samuel es torna més erràtic i amenaçador.
Utilitzant la corda extra lliure de la seva mare, Nolan s'aventura més lluny i troba un camí buit. Tornant a la casa, es troba amb un excursionista que ha escoltat les seves crides d'ajuda. A mesura que l'excursionista es preocupa cada cop més per la història i les condicions de vida de Nolan, Samuel l'enfronta amb una ballesta. Encara que Nolan i l'excursionista intenten desescalar la situació, Samuel dispara a l'excursionista. Nolan segueix l'excursionista ferit mentre truca al 911 i mor, després recupera la seva motxilla plena de menjar. Aquella nit, una noia arriba a la propietat dient que és la filla de l'excursionista i s'enfronta a Samuel. En adonar-se que Samuel té la llanterna del seu pare, fuig mentre ell la persegueix. La noia es revela com el Mal i aconsegueix tocar en Samuel.
De tornada a la casa, Samuel, ara aparentment posseït i mostrant un comportament erràtic, intenta matar Nolan. Samuel incendia la casa mentre Nolan s'enfronta al Mal en forma de la mare. Nolan arrossega la mare a un petit espai d'arrossegament de la casa que dóna refugi a la parella del foc. El Mal treu la pell de la mare per revelar una criatura semblant a una serp que es dissipa mentre Nolan l'abraça. El foc crema la casa i en Samuel es fa l'última foto amb la Polaroid. Els paramèdics arriben i recuperen Nolan de les restes de la casa. Quan se'l porten, Nolan pregunta on és en Samuel i veu que ell també ha estat rescatat. L'helicòpter arriba a la civilització, revelant que la mare estava mentint tot el temps. Samuel li xiuxiueja en silenci a Nolan "Ella m'estima més" mentre es mostra la Polaroid que va agafar, revelant que el mal era real i el va tocar.

## Repartiment
- Halle Berry com a mare
- Percy Daggs IV com Nolan
- Anthony B. Jenkins com a Samuel
- Will Catlett com a Poppa
- Matthew Kevin Anderson com a excursionista
- Christin Park com a metgessa
- Stephanie Lavigne com el Mal

## Producció
L'agost de 2020, el guió de terror de KC Coughlin i Ryan Grassby Mother Land va ser adquirit per l'empresa de Shawn Levy 21 Laps Entertainment amb Lionsgate Films a punt de distribuir-se. A l'abril de 2021, Mark Romanek va ser contractat per dirigir la pel·lícula. El maig de 2022, es va anunciar que Romanek deixava el projecte i Alexandre Aja el dirigiria, i Halle Berry es va unir al repartiment. El mes següent, Lionsgate va vendre els drets internacionals a diverses companyies durant el Festival Internacional de Cinema de Canes. L'abril de 2023, Percy Daggs IV i Anthony B. Jenkins es van unir al repartiment de la pel·lícula, que s'havia retitulat Never Let Go.El maig de 2024, es va revelar que Matthew Kevin Anderson, Christin Park i Stephanie Lavigne s'havien afegit al repartiment. La fotografia principal va tenir lloc a Vancouver, Columbia Britànica del 17 d'abril al 2 de juny de 2023. Robin "Rob" Coudert va compondre la banda sonora de la pel·lícula.

## Llançament
L'estrena mundial de Never Let Go es va celebrar al Regal Times Square Theatre de la ciutat de Nova York el 16 de setembre de 2024. Es va mostrar com a projecció de gala a la nit d'obertura del Fantastic Fest el 19 de setembre de 2024, i es va estrenar a les sales de cinema als Estats Units el 20 de setembre. Originalment es va fixar per al 27 de setembre, fent-se càrrec de la data de llançament original de Saw XI.

## Recepció

### Taquilla
Pel 15 d'octubre de 2024 Never Let Go havia recaptat 10,3 milions de dòlars als Estats Units i Canadà, i 11,5 milions de dòlars a altres territoris, per un total mundial de 21,8 milions de dòlars.
Als Estats Units i al Canadà, Never Let Go es va estrenar juntament amb The Substance i Transformers One, i es preveu que recaptés entre 4 i 7 milions de dòlars en 2.667 cinemes el cap de setmana d'obertura. La pel·lícula va guanyar 1,6 milions de dòlars el primer dia, inclosos 360.000 dòlars de les previsualitzacions dels dijous a la nit. Va debutar amb 4,5 milions de dòlars, i va acabar en quart lloc.

### Recepció crítica
Al lloc web de l'agregador de ressenyes Rotten Tomatoes, el 56% de les 94 crítiques són positives, amb una valoració mitjana de 5,8/10. El consens del lloc web diu “L'última oferta de terror del director Alexandre Aja compta amb un ambient que provoca ansietat i una actuació compromesa de Halle Berry, tot i que el públic haurà de deixar anar algunes expectatives de narració per gaudir del viatge.” Metacritic, que utilitza una mitjana ponderada, va assignar a la pel·lícula una puntuació de 55 sobre 100, basada en 21 crítics, indicant crítiques "mixtes o mitjanes". El públic enquestat per CinemaScore va donar a la pel·lícula una nota mitjana de "C+" en una escala d'A+ a F, mentre que els enquestats per PostTrak li van donar una puntuació global positiva del 67%.

## Futur potencial
El setembre de 2024, Berry va confirmar els plans de l'estudi per desenvolupar la pel·lícula en una franquícia de terror. L'actriu va expressar interès per la idea, tot i confirmant que s'havien escrit històries per a una precuela i seqüeles.